# Toni Gerona
Antoni Gerona Salaet, dit Toni Gerona, né le 31 juillet 1973 à Tortose, est un entraîneur espagnol de handball.

## Biographie

### Débuts catalans
Toni Gerona se forme à l'Institut national d'éducation physique de Catalogne entre 1992 et 1997 avec une licence sur le handball. Son diplôme obtenu, il devient responsable technique de la formation au sein de la Fédération catalane de handball jusqu'en 2004.
Dans le même temps, au FC Barcelone, Gerona s’occupe des équipes jeunes Blaugrana de 1999 à 2004 puis est, pendant trois ans, l’adjoint de Xesco Espar (en) auprès de l’équipe première (2004-2007). Dans ce rôle, Toni Gerona remporte la Ligue des champions 2005 ainsi que la Liga 2006. En même temps que le poste de directeur technique de la formation (2008-2015), Gerona prend la gestion de l'équipe réserve barcelonaise (2009-2015).

### Le Qatar puis équipe de Tunisie (2015-2020)
Gerona entraîne ensuite le club qatari d'El Jaish de 2015 à 2017.
En juillet 2017, Toni Gerona s'engage avec l'équipe nationale de Tunisie pour trois ans avec comme objectif d'atteindre la finale du Championnat d'Afrique des nations 2018, le deuxième tour du Championnat du monde 2019 et de remporter la CAN 2020.
Le premier objectif est dépassé car l'équipe tunisienne remporte la CAN 2018. L'année suivante, lors du Mondial 2019, la Tunisie atteint le tour principal et se classe douzième. À l'été 2019, Toni Gerona s'engage avec le club du C' Chartres MHB, promu en première division française et conserve aussi sa fonction à la tête la sélection tunisienne.
En janvier 2020, le sélectionneur ne parvient pas à conserver le titre africain avec la Tunisie lors de la CAN 2020 disputée à domicile. Cet objectif contractuel entraîne son écartement de la tête de la sélection.

### D1 française et sélectionneur serbe (depuis 2019)
À l'été 2019, à 45 ans et devenu francophone, Toni Gerona s'engage avec le C' Chartres MHB, promu en première division française. Il conserve aussi sa fonction à la tête la sélection tunisienne. À Chartres, il s'engage pour deux saisons dont une en option et bénéficie d'un staff technique élargi, composé notamment d'un préparateur physique et du jeune retraité des terrains, Ricardo Candeias, pour les gardiens. 
En février 2020, écarté de son poste de sélectionneur de la Tunisie et alors onzième du championnat de France, Gerona prolonge son contrat d'une année avec le C'Chartres MHB. En mai 2020, il est nommé sélectionneur de l'équipe masculine de Serbie. 
Début 2021, après des débuts réussies avec la Serbie (une victoire et une nul contre la France puis une victoire sur la Grèce), Toni Gerona prolonge son contrat à Chartres jusqu’en 2023,. Son président Steeve Baron déclare alors « Toni nous a permis de nous maintenir pour la première fois en Starligue, avec un effectif qu’il n’avait pas construit. Le groupe vit bien, les objectifs fixés sont remplis, alors on a décidé de repartir ensemble ».
En quatre saisons, Gerona permet au CCMHB de passer un cap, stabilisant l'équipe en première division avec trois maintiens de suite, et hisse à deux reprises l'équipe en demi-finales de la Coupe de France (2020 et 2022) et au moins un quart de finale en 2023. Mais à la suite des résultats de l'exercice 2022-2023 peu convaincants, le club annonce fin 2022 que l'entraîneur espagnol ne sera pas conservé au terme de son contrat. Et finalement, il est démis de ses fonctions dès mi-avril, avant même la fin de son contrat, à la suite des mauvais résultats de Chartres : lors des huit matchs précédents, le CCMHB concède sept défaites et, après 23 journées, est quatorzième de Starligue à seulement deux points du premier relégable contre lequel il vient de s'incliner, Istres.

## Palmarès
Entraîneur-adjoint du FC Barcelone
- Vainqueur de la Ligue des champions 2005
- Vainqueur du Championnat d'Espagne 2006

Entraîneur de l'équipe réserve du FC Barcelone
- Vainqueur du Championnat d'Espagne de D2 (3) : 2012, 2013, 2014

Sélectionneur de la Tunisie
- Vainqueur du Championnat d'Afrique des nations 2018
- 12e place au Championnat du monde 2019
- Finaliste du Championnat d'Afrique des nations 2020